# Lagoa Bonita (Cordisburgo)
Lagoa Bonita é um distrito do município brasileiro de Cordisburgo, no interior do estado de Minas Gerais. Segundo o censo demográfico de 2022, realizado pelo Instituto Brasileiro de Geografia e Estatística (IBGE), sua população era de 2 467 habitantes e havia 983 domicílios particulares permanentes ocupados. Possui área de 616,41 km² conforme a Fundação João Pinheiro (FJP). Foi criado pela lei provincial nº 2.698 de 30 de novembro de 1880.
De acordo com o IBGE, em 2010 a população era de 2 884 habitantes e havia 1 381 domicílios particulares.